# Владимир Милић
Владимир Милић (Жегар, 23. октобар 1955) бивши је југословенски и српски атлетичар, специјалиста за бацање кугле.

## Каријера
Рођен је 23. октобра 1955. године у Жегару. Основну и средњу школу је похађао у Задру. Дипломирао је на Факултету за спорт и физичко васпитање у Београду, где касније ради као професор.
Био је члан АК Црвена звезда. Тренер му је био Драгомир Драган Петровић и Иван Иванчић. Први је бацач кугле у Југославији који је пребацио куглу преко 21 метра. На Олимпијским играма 1980. у Москви био је осми, а није учествовао на Олимпијским играма 1984. у Лос Анђелесу због несугласица са Атлетским савезом Југославије, који је имао уговор за спортску опрему са Адидасом. Руководство Олимпијског комитета Југославије је донело одлуку да га врати са Олимпијских игара, а поред њега су враћени Драган Здравковић и Ненад Стекић. На Светском првенству 1983. био је девети. На Европском првенству 1982. освојио је и четврто место, а 1986. седмо. На Европском првенству у дворани 1982. освојио је златну медаљу. Првак Балкана био је 1986. године, а првак Медитерана 1979. Рекорд Југославије поправио је шест пута. Године 1979. проглашен је за најбољег спортисту СД Црвена звезда. У дресу Црвене звезде четири пута је био шампион Југославије у бацању кугле, а једном мање у бацању диска. За репрезентацију Југославије наступио је 49 пута. Његов син Марко Милић је био успешан кошаркаш. Живи у Београду.

## Значајнији резултати
| Година | Такмичење                    | Локација   | Место | Резултат |
| ------ | ---------------------------- | ---------- | ----- | -------- |
| 1979   | Медитеранске игре            | Сплит      | 1     | 20,58 м  |
| 1980   | Олимпијске игре              | Москва     | 8     | 20,07 м  |
| 1982   | Европско првенство у дворани | Милано     | 1     | 20,45 м  |
| 1982   | Европско првенство           | Атина      | 4     | 20,52 м  |
| 1983   | Европско првенство у дворани | Будимпешта | 5     | 19,21 м  |
| 1983   | Медитеранске игре            | Казабланка | 3     | 19,40 м  |
| 1986   | Европско првенство           | Штутгарт   | 7     | 19,85 м  |
| 1987   | Европско првенство у дворани | Лијевен    | 7     | 19,30 м  |

## Лични рекорди
| Дисциплина   | Дисциплина   | Резултат | Место   | Датум            |
| ------------ | ------------ | -------- | ------- | ---------------- |
| Бацање кугле | На отвореном | 21,19 м  | Београд | 18. август 1982. |
| Бацање кугле | Дворана      | 20,64 м  | Милано  | 30. јануар 1982. |